# Junior (racconto)
Junior (Nobody Here But—) è un racconto di fantascienza di Isaac Asimov pubblicato per la prima volta nel 1953 sulla rivista Star Science Fiction Stories.
Successivamente è stato incluso nella raccolta Antologia personale (Nightfall and Other Stories) del 1969.
Il racconto è stato pubblicato varie volte in italiano a partire dal 1964 anche col titolo Qui non c'è nessuno.
La storia è ambientata negli anni cinquanta, l'epoca in cui Asimov la ha scritta.

## Trama
Il matematico Cliff Anderson e l'elettrotecnico Bill Billings lavorano per un politecnico, il Midwestern Institute. I due colleghi hanno costruito un calcolatore che, secondo gli standard dell'epoca, ha le dimensioni di un piccolo armadio.
Bill aspira a sposare la sua fidanzata Mary Ann, ma è troppo timido e non trova il coraggio di farle la proposta di matrimonio.
Da tempo i due colleghi stanno apportando migliorie al loro calcolatore, che hanno battezzato “Junior”, cercando in particolare di aumentare le sue capacità e le sue funzioni e di ridurne ulteriormente le dimensioni.
Un giorno però, giunti inaspettatamente nel loro laboratorio con Mary Ann, scoprono che “Junior” ha cominciato ad agire di sua iniziativa ed è ormai molto più sviluppato di quanto pensassero. Si è costruito da solo una sorta di braccia e mani che possono raggiungere e usare componenti ed attrezzi, e inoltre si è dotato di un altoparlante. Ma più di tutto, “Junior” è dotato di una sua intelligenza e della capacità di riprogrammarsi da solo.
Nella situazione caotica che segue Mary Ann è sul punto di andarsene dal laboratorio quando Cliff, esasperato dall'indecisione di Bill nei confronti della ragazza, praticamente gli ordina di farle la proposta di matrimonio. Bill rompe ogni indugio e chiede a Mary Ann di sposarlo, cosa che la ragazza accetta.
I due colleghi si accorgeranno solo molto tempo dopo che, in quel momento caotico, Cliff non aveva affatto parlato.